# Алексеевка (город, Белгородская область)
Алексеевка — город (с 1954) в Белгородской области, административный центр Алексеевского муниципального округа Белгородской области. До 1954 года город входил в состав Воронежской области. День города отмечается ежегодно в третью субботу августа.

## География
Алексеевка — самый восточный город Белогорья. Расположен в 180 километрах к востоку от Белгорода, на южной окраине Среднерусской возвышенности, на реке Тихой Сосне (притоке Дона). Имеется железнодорожная станция Алексеевка на линии Валуйки — Лиски.

## История

### Древняя история
В окрестностях Алексеевки имеются остатки нескольких поселений, имеющих статус памятников археологии регионального значения.
В этой местности, по реке Тихой Сосне, располагалось много древних городищ салтово-маяцкой археологической культуры (Ольшанское, Колтуновское, Усердское, Красное и т. д.) времён Хазарского каганата. Алексеевское городище было одним из них. Алексеевское городище расположено на правом берегу Тихой Сосны, на юго-западной окраине Алексеевки. Планировка Алексеевского городища несколько напоминает Саркел: оба городища были разделены поперечной стеной. Юго-восточная часть городища, по-видимому, служила цитаделью, где был донжон, — жилище главы гарнизона. Алексеевское городище было важным звеном в цепи похожих фортификационных сооружений, воздвигнутых в первой половине IX века. Так укреплялись государственные границы Хазарского каганата и здесь, и в районах проживания донских алан, и на Нижнем Дону.

### Послеордынский период
После правления Золотой Орды пришло запустение, и только во время восстания Богдана Хмельницкого сюда стали переселяться черкасы. Они образовывали слободы, царским правительством России им предоставлялись льготы на винокурение, не было крепостничества, взамен обеспечивалась охрана южнорусских границ от крымских и ногайских татар (Белгородская черта). Острогожские казаки получили право пользования землёй на Тихой Сосне. Ближайшим к будущей Алексеевке стал город-крепость Усерд (Усёрд) (ныне с. Стрелецкое Красногвардейского района) и поселения в Подсереднем, Иловке, Глуховке.

#### Крестьянские войны
Во времена восстаний под предводительством Ивана Болотникова (1606—1607), Степана Разина (1670—1671) и Емельяна Пугачёва (1773—1775) в этой местности пытались найти поддержку восставшие, но, нет данных о поддержке восставших местными жителями. После восстания Булавина (1707—1708, уже после основания Алексеевки) были казни восставших.

### Основание в 1685 году
Алексеевка основана как поселение в 1685 году (по другим сведениям — в 1691 году, обе даты основаны на устных преданиях и подлежат дальнейшему изучению) на территории Усёрдского уезда черкасами. Позже известна как слобода Алексеевская в Усердском (впоследствии Бирюченском) уезде Воронежской губернии, и долгое время являлась черкасской казачьей полковой слободой (документального подтверждения не встречается, поскольку слобода не входила в реестр крепостей и жители её не подлежали переписи до 4-й ревизии 1782 года) на Белгородской Засечной Черте. Малороссы или черкасы селились здесь, как и везде на Слобожанщине, сёлами напротив великорусских сёл, и в награду за охрану южных рубежей Русского Царства от набегов крымских и ногайских орд кочевников по проходившему в этой местности Кальмиусскому шляху, владели вольностями гнать вино и освобождались от крепостничества. Согласно преданию, первым владельцем зарождающегося поселения был воронежский боярин Фадеев (по другим источникам Фаддей Антонович Веневитинов), который построил водяную мельницу на Тихой Сосне и несколько хат для желающих поселиться в них. Эти строения располагались под Белой горой. Однако долгое время они пустовали. По тем же преданиям, одновременно в месте прозванном «Вольница» (в центре нынешней Алексеевки, район площади Победы) обосновались выходцы из города Богуслава (ныне Киевской области) в количестве 500 человек. Позже к ним присоединились переселенцы из других мест. В 1732 году боярин продал князю Черкасскому своё поселение, называвшееся Фаддеевкой (Фандеевкой). Купчую крепость (документ, сгоревший впоследствии при пожаре 1853 года) на это владение хранил и читал управляющий вотчиной — Василий Никитич Подгорный в 1840-е годы.

#### Название
Современное же название поселения, по-видимому, происходит от имени князя Алексея Михайловича Черкасского (1680—1742), который владел землями и крестьянами Алексеевки. Была построена (1691 г) первая небольшая лубяная (поставлено было по углам 4 деревянных столба, обитые лубками) церковь, однопрестольная во имя всея Руси чудотворца митрополита Алексия, — «как можно предполагать во имя своего ангела, отчего и селившиеся здесь малороссияне стали называться алексеевцами». Так объясняется происхождение названия Алексеевки в архивной рукописи, составленной священником Троицкой церкви И. Снесаревым в 1855 году. Позже на месте первой Алексеевской церкви возвели (ок. 1721 г) большую деревянную пятикупольную церковь, а затем рядом располагался Крестовоздвиженский храм (в настоящее время здание не сохранилось). Впоследствии слобода Алексеевка перешла во владение дочери князя, Варвары, бывшей в замужестве за графом Петром Борисовичем Шереметевым, и стала вотчиной графов Шереметевых, переселявших сюда крепостных крестьян из своих великоросских поместий.

#### Маслобойный промысел
В 1829 году крепостной крестьянин из Алексеевки Бокарев Даниил Семёнович открыл способ получения подсолнечного масла. В 1833 году при помощи Бокарева купцом Папушиным в Алексеевке был построен первый в России маслобойный завод на конной тяге, через год Бокарев открыл собственный завод, вскоре земляки открыли много заводов. Около десятка заводов считались крупными и упоминались в губернских и общероссийских сборниках статистических данных. Благодаря этому Алексеевка стала центром производства подсолнечного масла, слобода начала быстро расти и преображаться.

#### XVIII-XIX вв.
В XVIII веке значение оборонительной линии начало падать, Белгородская черта после присоединения Украины, Новороссии и Приазовья не была больше границей России, началось закрепощение и малороссов. Тем не менее во многих городах губернии была двойная (военная и гражданская) администрация.
В XIX веке несколько раз были опустошительные пожары, во время одного из них сгорел архив с документами о продаже поселения. Зажиточные люди стали строить каменные дома. До 1861 одной из первых получила независимость от крепостничества Ильинка.
В 1820 году открыто приходское училище — первое образовательное учебное заведение в Алексеевке.
В 1826 году в среду Преполовения пожар уничтожил в слободе 370 дворов.
В 1831, 1847 и 1892 гг. в Алексеевке свирепствовала холера, унося сотни жизней.
В 1839 году в Алексеевке была открыта больница, для неё был приглашён городской врач Мелортанеж.
По случаю пожара, бывшего в 1858 г. 26 сентября, по просьбе жителей, Св. Синодом разрешено ежегодно приносить в слободу Алексеевку из Дивногорского монастыря чудотворную Сицилийскую икону Божией Матери на 3 месяца с 20 ноября по 20 февраля.
В 1867 году в Алексеевке начала действовать регулярная почтовая связь, было открыто почтовое отделение. 6 декабря 1885 года в Алексеевку проложена телеграфная линия (от линии Воронеж — Валуйки).
По данным переписи 1877 года, в слободе Алексеевке, относившейся к 1-му стану Бирюченского уезда, насчитывалось 14 554 жителей. Благодаря развитию маслобойного производства в конце XIX века слобода стала одним из самых людных поселений в Черноземье. В самой Алексеевке проживало 12,3 тыс. чел., а вместе с прилегающими слободами Николаевкой и Дмитриевкой — 18,5 тыс. чел. Действовало 12 маслобоек, 15 кожевенных заводов, 20 ветряных мельниц, 5 церквей и столько же школ, аптека, больница, множество лавок. В слободе развиты бондарный, столярный, кузнечный, малярный, овчинный, шапочный и мукомольный промыслы. В царское время было открыто ремесленное училище, ныне агротехникум, в 1895 г рядом с городом построен участок железной дороги Харьков-Купянск-Балашов, прошедшей по окраине Дмитриевки (ныне в составе Алексеевки), открыта станция Алексеевка.
В 1886 году в слободе Алексеевка построен первый в России паровой маслобойный завод. После усовершенствования технологии приготовления масла масло из ручных маслобоен стало считаться низкокачественным и дёшево продавалось в Острогожск на мыловаренные заводы. В 1886 году в слободе открыта фотографическая мастерская, принадлежавшая бывшему дворовому Я. Мартынову.

#### Алексеевская волость
Собственно Алексеевка состояла тогда из Борисовки (теперь часть ул. Льва Толстого возле моста на Николаевку), Фандеевки (район пл. Победы), Козубивки, Кургузивки, Гончаровки и др. исторических микрорайонов.
В состав Алексеевской волости в то время входили, кроме сл. Алексеевки, сл. Дмитриевка, сл. Николаевка (Новосёловка), сл. Колтуновка (Бы(ч)ков, Одноклешневка), выселки Пески и вс. Подбирючье (Камантыревка тож, — ныне мкр. Красный хуторок), многие из их на сегодняшний день вошли в состав города.
В 1915 году Алексеевское общественное собрание вынесло постановление о том, чтобы присвоить слободе статус города, однако в условиях военного времени это не было реализовано. Летом 1915 года в слободе Алексеевка, на улице Моспанова, 18 (ныне ул. Старых Большевиков), был открыт первый синематограф «Свѣтъ», владельцем которого являлся купец Пётр Малюков. В этом же году открылась гимназия, в ней занимались 60 юных алексеевцев.
По письменным источникам, люди в Алексеевке слыли предприимчивыми, появилось довольно много каменно-кирпичных домов с железной крышей, больше чем даже в Острогожске и сравнимо с Воронежем, Алексеевка по развитию обогнала Бирюч и стала крупнейшим поселением Бирюченского уезда и одним из крупнейших поселений Воронежской губернии, формально оставаясь волостью, базары были больше, чем в уездном центре Бирюче. Особенно славились ярмарки: Крестовоздвиженская (14 сентября), Алексеевская (17 марта), Троицкая (не в числе) и Козьмо-Демьянская (1 ноября). Тем не менее в рабочей слободе Алексеевке революцию 1917 встретили лучше, чем в торгово-купеческом Бирюче.

### Современная история

#### После свержения самодержавия
После Февральской революции в Бирюче и Острогожске выходили газеты, агитирующие за Временное правительство. Купцы Бирюча были против большевиков, тем не менее был создан революционный комитет, а в апреле 1917 года большевиком А. 3. Киселёвым в слободе была создана группа красногвардейцев, в августе этого же года ставшая уже отрядом. Осенью 1917 из Москвы на станцию Алексеевка прибыл поезд для красноармейского отряда с 200 винтовками и 20 ящиков патронов.

#### После Октябрьской революции и до Великой Отеяественной войны
В 1918 году Бирюченский уезд был преобразован в Алексеевский, Алексеевка впервые получила статус уездного центра. В Алексеевку была перенесена булыжная мостовая из бывшего уездного центра Бирюч из-за того, что Бирюч не поддержал восстание большевиков в 1917. В конце февраля 1918 года контрреволюционно настроенные жители во главе с зажиточными купцами начали готовить вооружённое выступление в слободе. Большая группа восставших 5 марта окружила здание Совета. Члены Совета, укрепившись в здании, запросили по телефону помощь из Острогожска. Вскоре прибыл Острогожский уездный отряд Красной гвардии, восстановивший власть Советов. В начале мая в Алексеевке открылся уездный съезд Советов, который снова решили сорвать контрреволюционеры, вступившие в бой с красногвардейцами Конотопского и Алексеевского отрядов, одержавшими в итоге победу.
В 1918 была оккупирована войсками кайзеровской Германии по сепаратному Брестскому миру и формально включена в состав Украинской державы гетмана Скоропадского. Был проведён референдум, на котором жители района отказались входить в состав «монархической Украины», несмотря на свои малороссийские корни. После поражения и ухода немцев несколько раз переходила от красных (и махновцев) к белым силам Юга России Деникина.
В 1918-20-е годы недовольные продразвёрсткой устраивали волнения, уничтожен продотряд под Ливенкой (хутор Бодяков), для подавления привлекались войска из Острогожска, членов продотряда похоронили с почестями.
В 1923 году Алексеевский уезд упразднён, Алексеевка снова стала слободой, сначала волостным центром, а потом центром Алексеевского района в составе Острогожского округа. Вскоре в РСФСР упразднили окружную систему, Алексеевский район напрямую вошёл в Центрально-Чернозёмную область (позже Воронежскую). В 1928 году в составе Воронежской области был образован Алексеевский район.
В 1920-30-х годах в Алексеевке произведён монтаж сети проводного радиовещания, основана районная газета «Искра коммунизма» (ныне газета «Заря»). В первые годы советской власти произошли значительные перемены. Прежде всего, принимались меры по проведению культурной революции: открывались новые школы, ликвидировалась безграмотность, создавались избы-читальни. В Алексеевском уезде действовали 220 школ, в которых занимались 19 тысяч детей. Создавались промысловые артели, в том числе «Кожсапог», «Металлист», артель инвалидов. Восстановил и расширил производство эфирный завод.
В 1920-30-х годах в рамках политики коренизации в регионе проводилась украинизация, на украинский язык были переведены система образования и делопроизводство, выпускалась газета «Шлях коммуни» (рус. «Путь коммуны»). Однако многие, в том числе и на Украине, считали русский более престижным, городским, отдавали детей в русские школы, саботировалось и на местах незнанием и нежеланием учить и использовать украинский. При Сталине украинизацию свернули, а наиболее активных украинизаторов репрессировали.
В 1932 году создана зональная опытная станция для проведения опытно-исследовательских работ по агротехнике эфиромасличных культур (аниса, кориандра и так далее).
В 1939 году слобода Алексеевка стала рабочим посёлком. С ноября 1939 года в Алексеевке был размещён 744-й стрелковый полк 149-й стрелковой дивизии.

#### В годы Великой Отечественной войны
В конце июня 1941 г. около 200 алексеевцев добровольцами ушли на фронт. 25 июня 1941 года на вокзале состоялись проводы на фронт воинов 744-го стрелкового полка.
10 октября 1941 года при налёте фашистских самолётов на Алексеевку на железнодорожной станции бомба попала на экспонаты эвакуируемого Харьковского музея, благодаря усилиям работников музея некоторые экспонаты удалось спасти.
В июне 1942 года под бомбёжку попал выгружавшийся на станции Алексеевка эшелон с курсантами Чкаловского военно-авиационного училища. Обошлось без потерь, и молодые штурманы бомбардировочной авиации походным порядком отправились на Иловку — Красное — Сетище — Репьёвку, где в составе 232-го отдельного пулемётно-артиллерийского батальона героически противостояли превосходящим силам фашистов, наступавших на Воронеж.
Угроза вражеской оккупации Алексеевки реально нависла к лету 1942 года, когда после сражения за Харьков фронт стремительно приблизился к району. К западу от Алексеевки проходил оборонительный рубеж 117-го Укрепрайона. К северу от Тихой Сосны оборону держали части 21-й армии (под командованием генерал-майора В. Н. Гордова, с 5 июня под командованием генерал-майора А. И. Данилова), а к югу от реки, — части 28-й армии (под командованием генерал-лейтенанта Д. И. Рябышева, с 3 июля под командованием генерал-майора В. Д. Крючёнкина) Юго-Западного фронта под командованием Маршала С. К. Тимошенко. Сюда же был направлен 3-й гвардейский кавалерийский корпус под командованием И. А. Плиева. Однако, в силу общей нестабильности фронта и в условиях флангового прорыва под Острогожском 4-й танковой армии вермахта, повернувшей от Воронежа в наступление к Сталинграду, войска фронта под угрозой окружения, с боями вынуждены были отойти за Дон.
5 июля 1942 Алексеевка была оккупирована немецко-фашистскими войсками (VIII-й армейский корпус 6-й армии вермахта) и их союзниками, — частями 2-й венгерской армии. За день до этого район подвергся жестокой бомбардировке. Оккупанты сразу же создали два концентрационных лагеря. За время оккупации повешено и расстреляно 100 алексеевцев, ещё 700 молодых людей угнано на работу в Германию. К январю 1943 г оккупационный гарнизон Алексеевки насчитывал более 10 тыс. человек.
20 августа 1942 года в 5 часов утра в Калиновом Яру к северо-востоку от Алексеевки при невыясненных обстоятельствах потерпел катастрофу истребитель венгерской эскадрильи 1/1 «Dongo» MÁVAG Héja № «V4+21», пилотируемый И. Хорти, старшим сыном регента Венгрии.
14 сентября 1942 года над посёлком был сброшен с самолёта специальный выпуск областной газеты «Коммуна», в которой говорилось об упорных боях под Воронежем и скором наступлении Красной армии, звучал призыв подниматься на борьбу с фашистами.
19 января 1943 года Алексеевка была освобождена в ходе Острогожско-Россошанской операции Воронежского фронта (под командованием генерал-лейтенанта Ф. И. Голикова) РККА. Район освобождался сразу с двух направлений. С севера, от сторожевского плацдарма на Дону — силами 40-й армии Воронежского фронта под командованием генерал-майора артиллерии К. С. Москаленко. С юга, от Кантемировки, — силами 3-й танковой армии генерала П. С. Рыбалко. Поддержку операции с воздуха осуществляла 2-я воздушная армия под командованием генерал-майора авиации К. Н. Смирнова.
Первой пробилась к Алексеевке с юга 88-я танковая бригада 15-го танкового корпуса. В шесть часов вечера 17 января 20 боевых машин под командованием подполковника Ивана Сергеева ворвались в посёлок, однако были атакованы превосходящими силами противника. Советские танкисты закрепились на южной окраине и стали ожидать подкрепления. 18 января в 11 утра 1-я венгерская полевая танковая дивизия (1-й танковый батальон 30-го танкового полка и несколько сводных боевых групп танковой дивизии) и 559-й немецкий батальон истребителей танков нанесли контрудар, попытавшись вернуть контроль над населённым пунктом и сформировать «коридор» для вывода на запад войск 2-й венгерской армии, окружённых под Острогожском. Бой шёл, в том числе, на улицах посёлка. После подхода к Алексеевке 52-й мотострелковой бригады полковника А. А. Головачёва, 48-й гвардейской стрелковой дивизии и 37-й стрелковой бригады 3-й танковой армии, советские войска вновь начали наступление и к трём часам дня 19 января овладели Алексеевкой.
В это же время, с 16 по 19 января 1943 основные силы 168-й и 26-й пехотных дивизий, 1-й венгерской танковой дивизии были блокированы в полосе между Иловкой и Алексеевкой.
Окончательно сопротивление захватчиков удалось сломить и освободить район к 24 января 1943 г. В результате освободительных боёв были взяты в плен 4630 вражеских солдат и офицеров, захвачено 700 автомашин, 300 повозок и 9 железнодорожных эшелонов. Госпитали размещались в зданиях учебных заведений педколледжа и агротехникума № 24. За время оккупации были сильно разрушены дома на главных улицах Ленина и К. Маркса. На территории города и района находятся 57 братских могил и захоронений советских воинов — освободителей.
С конца марта 1943 года в Алексеевке проходило формирование 128-го пограничного полка Воронежского фронта.
13 мая 1944 года от имени тружеников района секретарь райкома ВКП(б) Ф. П. Колыхалов и председатель райисполкома П. В. Чернышёв отправили телеграмму Государственному комитету обороны о внесении в фонд победы над фашистами 1 млн. 125 тысяч рублей для постройки танковой колонны «Алексеевский колхозник».
24 июня 1945 года в Москве на Красной площади в параде в честь Победы над Германией участвовали земляки, отличившиеся в боях: Николай Иванович Голубятников (Репенка), Михаил Владимирович Мысаков (Алексеевка), Филипп Кондратьевич Первых (Глуховка), Иван Яковлевич Сысоев (Иловка).

#### Послевоенная история

Герб времён СССР

Герб 1970-х — 1980-х годов

В 1950-х эфирокомбинат был восстановлен и достиг довоенного уровня. При Хрущёве в 1956 году под предлогом ветхости в рамках борьбы с религией был снесён и разобран по кирпичам Крестовоздвиженский храм (между нынешней администрацией, спортивным центром «Олимп» и пятиэтажными домами с гастрономом), самый большой храм города, а на его месте теперь сквер-аллея с Вечным огнём. Возведённый памятник Ленину после сноса старого здания администрации оказался смещён относительно нового здания.
6 января 1954 года Алексеевка была передана из Воронежской области в новообразованную Белгородскую.
19 августа 1954 года рабочий посёлок Алексеевка преобразован в город районного подчинения.
В 1957 году открылся автобусный маршрут Алексеевка — Белгород.
В 1958 году на базе одногодичной агрошколы основан сельскохозяйственный техникум с обучением профессиям экономиста и бухгалтера. Открыто здание школы № 5.
В 1958 году межрайонная мастерская капитального ремонта сельскохозяйственной техники и инвентаря была преобразована в машинно-ремонтный завод.
В марте 1960 года открыт новый Дом Культуры на пересечении улиц Ленина и Карла Маркса (ныне снесён, на его месте здание филиала БелГУ). 1 сентября 1960 года открыта Детская музыкальная школа. На отделения фортепиано, баяна и домры принято 60 учащихся. 28 декабря 1960 года был основан Алексеевский молочноконсервный завод (впоследствии комбинат).
В 1961 году Алексеевка была электрифицирована. Появилось уличное освещение, до этого бывшее только на улице Фрунзе, возле эфирокомбината, и вырабатывавшееся энергопоездом.
В 1961 году на базе машинно-ремонтного завода была организована исправительно-трудовая колония № 4 усиленного режима. Спустя чуть больше 30 лет режим содержания изменился на общий (ныне — Федеральное казённое учреждение «Исправительная колония № 4 Управления Федеральной службы исполнения наказаний по Белгородской области» (общий режим, для содержания впервые осуждённых мужчин)).
В 1962 году построен сахарный завод (ныне прекратил производство).
1 февраля 1963 года город Алексеевка был отнесён к категории городов областного подчинения, а городской Совет депутатов трудящихся был передан в подчинение Белгородскому областному Совету депутатов трудящихся.
В 1968 году через станцию Алексеевку открыто движение электропоездов пригородного сообщения.
В 1969 году на возвышенности в районе Опытной станции установлена 96-метровая ретрансляционная вышка, что позволило улучшить качество приёма телепередач: на наружную антенну — до 35 км, на комнатную — до 10 км.
В 1969 году начато и в 1973 построено новое здание районного узла связи с автоматической телефонной станцией на 1200 номеров.
В 1971 году построено и введено в эксплуатацию новое здание кинотеатра «Октябрь» с залом на 600 мест и широкоформатным экраном. 23 февраля 1971 г. состоялся первый киносеанс.
В 1973—1974 годах при содействии А. П. Кириленко были построены важные предприятия, в том числе Алексеевский завод химического машиностроения (ныне «Алексеевка ХИММАШ»), один из двух важнейших в стране (второй в Казахстане), он стал крупнейшим градообразующим (вместо сахарного и маслозавода). Было начато строительство девятиэтажных домов на берегу реки Тихая Сосна, начато строительство нового здания дома культуры, несколько раз прерываемое из-за недостаточного финансирования. Появилось телевещание, в 1980-х в цвете и добавилась вторая программа. Был построен элеватор.
В 1981 году построена автоматическая телефонная станция на 6000 номеров. 1 сентября 1981 года открыто новое здание Школы искусств.
В 1984 году в городе провёл сеанс одновременной игры чемпион мира по шахматам гроссмейстер Михаил Таль.
В ночь с 9 на 10 января 1985 года город и район подверглись воздействию природного стихийного бедствия — гололёдного шторма, обусловленного резким похолоданием и усилением ветра после зимней оттепели и ставшем причиной обледенения и обрыва множества линий электропередачи. К утру 10 января из строя вышли практически все питающие восток Белгородской области линии электропередачи. В темноту погрузились свыше 900 населённых пунктов, более 100 промышленных предприятий и строек оказались без энергии. На железной дороге замерли десятки пассажирских и грузовых поездов. Особенно ощутимый ущерб стихия нанесла сельскому хозяйству. Благодаря самоотверженному труду ремонтных бригад (в том числе из других областей) и слаженным действиям руководства города и района и производственных предприятий удалось восстановить электроснабжение в кратчайшие сроки, — в ночь с 15 на 16 января 1985 года все потребители получили электрическую энергию по временным схемам, а 1 марта все ЛЭП были восстановлены полностью.
В 1985 широко отмечалось 300-летие города.
Завод «Девиз» освоил микросхемы для калькуляторов и электронных игрушек.
При Горбачёве появились кооперативы, а потом и первые официальные безработные.
В 1986 году город и район подверглись действию радиации из-за аварии на Чернобыльской АЭС (ЧАЭС). Многие алексеевцы, призванные на борьбу с последствиями взрыва ЧАЭС, стали инвалидами. Благодаря обстановке гласности через несколько лет после аварии на ЧАЭС наконец открыли правду о масштабах и последствия радиационного заражения. Вскоре город вошёл в зону со льготным социально-экономическим статусом. С 21 октября 2015 года изменился действующий перечень населённых пунктов, находящихся в границах зон радиоактивного загрязнения вследствие катастрофы на Чернобыльской АЭС.

#### Постсоветское время
Рыночные реформы больно ударили по экономике города: были закрыты приборостроительный завод «Девиз», горпищекомбинат, СМК, кроватный завод, впоследствии сахарный завод и мясокомбинат, вместо ОАО «Алексеевкахиммаш» градообразующим стало ООО «ЭФКО». Сначала открылись, но затем закрылись филиалы БелГУ и ВЭПИ. Город не стал 50-тысячником. Сельхозколледж открыл новые отделения.
В 1992 году появилось местное телевидение областного спорттехклуба «Талес». Церковь Святой Троицы вернули верующим.
В 1994 году была открыта школа № 7, принявшая учащихся северных микрорайонов города.
В 1990-х годах был построен новый железобетонный (вместо старого деревянного) автомобильный мост через Тихую Сосну на Николаевке (и рядом подвесной пешеходный мост), закрыт завод «Девиз», эфирокомбинат переориентировался на выпуск подсолнечного масла, а впоследствии и майонеза. ЭФКО стало важным градообразующим предприятием и вышло в начале на общероссийский, а затем на мировой рынок, открыв филиалы в Воронеже, на Тамани, в Москве и в Сибири. Был открыт филиал ВЭПИ. Сельхозтехникум стал колледжем, начал подготовку правоведов.
В 1999 году был открыт современный дворец культуры «Солнечный» с районной библиотекой и кинотеатром на 200 мест, основной зал на 700 мест. Был открыт филиал БелГУ, сотрудничавший с сельскохозяйственным колледжем.
В начале 2000-х были асфальтированы улицы, проложена тротуарная плитка, выполнена большая программа газификации.
Церковь Святой Троицы была окончательно восстановлена, проведено благоустройство прилегающей территории, рынок «Славянский базар» перенесён на место Центрального рынка, построен новый Дмитровский мост, позволивший перенаправить транспортный поток большегрузных автомобилей в объезд центра города. Выполнен большой объём работ по благоустройству города. Летом город стал утопать в зелени.
31 мая 2002 года открыт завод по производству специализированных промышленных жиров «Эфко-Слобода» (пока единственный в России) с выпуском до 12 тыс. тонн продукции в месяц.
В 2003 году в городе появились услуги сотовой связи.
В 2007 году было сдано в эксплуатацию новое здание Алексеевского филиала БелГУ (ныне прекратил свою образовательную деятельность).
В 2010 году в рамках выездного заседания президиума Государственного совета (13.07.2010, Малобыково, школа менеджмента «Бирюч») Алексеевку посетил президент России Дмитрий Медведев, имеющий здесь корни по матери. Он осмотрел строительство йогуртового цеха компании ЭФКО и заложил камень строительства Алексеевского спортивного парка с ледовой ареной. В 2010 году строительство ледовой арены было закончено. В 2012 году был открыт водный комплекс «Волна», туда же переехал городской шахматный клуб имени Б. В. Синёва.
В 2013 году запущен комбикормовый завод. Педколледж объединён с сельхозколледжем в Алексеевский колледж.
В 2014 году заложен парк имени 70-летия Победы и многофункциональная зона отдыха в районе девятиэтажек.
Сегодня город успешно растёт и развивается, являясь одним из центров пищевой промышленности в области и в России. В наше время в городе успешно проводится программа ИЖС, заселяются новые микрорайоны Нива, Невский-1, Невский-2, Красный хуторок, Крылатский, Евсеев хутор, Лебяжье. Местное пищевое производство даёт рабочие места местным жителям и стабильно высокие налоговые отчисления в том числе в областной бюджет.
Благодаря удачному положению город является важным транспортным узлом области, центром притяжения для всего востока и юго-востока области (особенно благодаря спортивному парку, одному из крупнейших в России).

#### Прочее
Город являлся побратимом украинскому Купянску, были неоднократные взаимные визиты официальных делегаций. В советское время город имел шефство над танкером «Алексеевка» (1965—1996) Черноморского пароходства (порт приписки г. Батуми, Грузия). Впоследствии танкер был передан в Азовское морское пароходство.
С 2004 по 2018 год в составе ныне упразднённого муниципального района образовывал одноимённое муниципальное образование город Алексеевка со статусом городского поселения как единственный населённый пункт в его составе.

## Население
| 1859    | 1897    | 1939    | 1959    | 1967    | 1970    | 1979    | 1989    | 1992    |
| ------- | ------- | ------- | ------- | ------- | ------- | ------- | ------- | ------- |
| 14 069  | ↘12 339 | ↗16 900 | ↗20 148 | ↗23 000 | ↗25 562 | ↗31 554 | ↗36 641 | ↗37 000 |
| 1996    | 1998    | 2002    | 2003    | 2005    | 2006    | 2007    | 2008    | 2009    |
| ↗38 100 | ↗38 200 | ↗38 329 | ↗39 300 | →39 300 | →39 300 | →39 300 | ↗39 400 | ↘39 340 |
| 2010    | 2011    | 2012    | 2013    | 2014    | 2015    | 2016    | 2017    | 2018    |
| ↘39 026 | ↘39 000 | ↘38 949 | ↗38 979 | ↘38 876 | ↘38 626 | ↘38 566 | ↘38 447 | ↘38 329 |
| 2019    | 2020    | 2021    |         |         |         |         |         |         |
| ↘38 179 | ↘37 811 | ↘36 578 |         |         |         |         |         |         |

На 1 января 2025 года по численности населения город находился на 423-м месте из 1124 городов Российской Федерации.
Население стабильно росло до революции, после Великой Отечественной войны рост продолжился, в конце 2000-х годов рост прекратился и численность начала падать несмотря на то, что в 2016 году численность родившихся превысила число умерших — число уехавших превышает число приехавших. Это прежде всего связано с оттоком молодёжи. Учитывая прекращение деятельности городских филиалов высших учебных заведений (БелГУ и ВЭПИ), молодое поколение Алексеевки вынуждено уезжает в Воронеж, Белгород и другие крупные города с целью получения высшего образования, где в итоге и остаётся жить. В результате за последние 10 лет численность Алексеевки сократилась на 1 тысячу человек и отрицательная тенденция продолжает сохраняться. Алексеевка — крупный райцентр, город областного значения и место притяжения для населения ближайших районов, а также многих северян, бывших граждан сопредельных государств, в том числе русских, а также беженцев из Украины (в основном Луганской области) — из-за хорошего климата, в том числе экономического.
Национальный состав
По итогам Всероссийской переписи населения 2020-2021 годов, в Алексеевке проживали следующие национальности (национальности менее 0,1 % и другое, см. в сноске к строке «Другие»):
| Национальность | Численность, чел. | Доля     |
| -------------- | ----------------- | -------- |
| Русские        | 31 349            | 85,70 %  |
| Украинцы       | 108               | 0,30 %   |
| Армяне         | 49                | 0,13 %   |
| Другие         | 5072              | 13,87 %  |
| Итого          | 36 578            | 100,00 % |

## Климат, ландшафт, флора и фауна
| Показатель                    | Янв.  | Фев.  | Март | Апр. | Май  | Июнь | Июль | Авг. | Сен. | Окт. | Нояб. | Дек. | Год  |
| ----------------------------- | ----- | ----- | ---- | ---- | ---- | ---- | ---- | ---- | ---- | ---- | ----- | ---- | ---- |
| Средний суточный максимум, °C | −4,4  | −3,9  | 1,5  | 13,4 | 21,2 | 24,9 | 26,3 | 25,4 | 19,3 | 11,0 | 2,8   | −1,4 | 11,3 |
| Средняя температура, °C       | −7,6  | −7,4  | −1,9 | 8,5  | 15,5 | 19,2 | 20,8 | 19,7 | 14,2 | 7,0  | 0,1   | −4,2 | 7,0  |
| Средний суточный минимум, °C  | −10,8 | −10,8 | −5,3 | 3,7  | 9,9  | 13,6 | 15,3 | 14,1 | 9,1  | 3,1  | −2,5  | −6,9 | 2,5  |
| Норма осадков, мм             | 42    | 32    | 27   | 36   | 44   | 63   | 63   | 48   | 47   | 39   | 46    | 45   | 532  |
| Источник: climate-data.org    |       |       |      |      |      |      |      |      |      |      |       |      |      |

Город Алексеевка находится в лесостепной зоне умеренного климата. Эта местность представлена плодородными чернозёмными землями, однако находится в зоне рискованного земледелия. В год выпадает около 532 мм осадков. Лето бывает засушливым, а зима бывает морозной, сказывается континентальность, перепад температур не менее 40 градусов.
Главный климатообразующий фактор местности — смена ветров: приблизительно по линии Алексеевка — Валуйки проходит линия повышенного давления (ось Воейкова), к северо-западу от которой преобладают западные ветры, приносящие осадки с Атлантики, а к юго-востоку преобладают сухие ветра восточных направлений. Наибольшее влияние этой климато- и ветрораздельной границы ощущается зимой. В это время года часты снегопады и оттепели, а весной — похолодание и осадки. В тёплое время года чаще дуют суховеи с азиатского материка.
Характерной особенностью климата является большая неустойчивость распределения осадков не только в разные годы, но и по временам года. Больше всего осадков выпадает летом — 30-40 % (максимум приходится на июль), наименьшее зимой — 15 %. Первый снег выпадает в октябре — ноябре. Устойчивый снежный покров в среднем достигает 12-25 см. Продолжительность периода с температурами выше +10 °C составляет 150—158 дней. Продолжительность светового дня возрастает с 15 часов 22 минут в середине мая до 18 часов 20 минут в середине июня, к середине октября снижается до 12 часов 42 минуты. Тем не менее, климат позволяет выращивать такие теплолюбивые культуры как подсолнечник и виноград. В городском парке культуры и отдыха произрастает более 70 видов деревьев и кустарников, встречаются экзотические растения: курильский чай, сосна крымская, маньчжурский орех, можжевельник казацкий.
Алексеевка находится преимущественно в обширной речной пойме Тихой Сосны под отрогами меловых холмов, прилегающей с севера местности Русской (Восточно-Европейской) равнины. Меловые холмы образовались, по-видимому, в мезозойскую эру. Перепад высот может составлять до 200 метров. Во время весенних половодий здесь когда то многие низменности затапливались более полноводной, а ныне более мелкой рекой Тихой Сосной, которая ещё при Петре Великом была судоходна. Для регулирования уровня воды в реке в пределах города построена плотина. Горы богаты мелом, а на равнинной местности в изобилии выращивается подсолнечник, служащий сырьём для изобретённого здесь способа добычи подсолнечного масла.
К северу от города расположен лесной массив, — бывший графский или Шереметевский лес, примыкавший ранее вместе с Иловским (Ыловским) лесом к обширному Куколову (Куколав) лесу, упоминаемому в исторической литературе. Лес состоит из разнообразных пород, образующих многоярусный древесный порог. В первом ярусе к дубу почти всегда примеживается ясень, берёза, липа, иногда клён. Во втором ярусе растут дикие яблони и груши, рябина, в пониженных местах — черёмуха. В состав третьего яруса входят разнообразные кустарники: лещина (лесной орех), бересклет, боярышник, ежевика, шиповник, жимолость, калина, бузина, ракита, ветла (серебристая ива).
На склонах холмов и в пойме реки к северо-востоку от города расположены сосновые лесопосадки.
К югу от города, — преимущественно степной ландшафт на пересечённой местности с балками, оврагами, урочищами и небольшими перелесками. Степная растительность представлена ковылём, горицветом, ветреницей, незабудкой, шалфеем, клевером.
Травянистая растительность местности представлена разнотравно-луговыми и разнотравно-смешанными степными видами. Луговая растительность: подорожник, овсяница луговая, клевер луговой, тимофеевка, щавель. Сорняки: борщевик, погремок, конский щавель, горькая полынь, лопух. В болотистой местности много камыша, калужницы, тростника.
Очень разнообразна водная растительность: осока, стрелолист, поручейник, водяной ирис, хвощ, топяной тростник, рогоз, уруть. В тихих заводях растут кувшинки, водяная лилия, водокрас, телорез, ряска малая.
Из животного мира, населяющего лесные массивы, обитают дикие кабаны, косули, барсуки, лисы, набегами бывают волки. Богат и разнообразен класс птиц (постоянно живущих и прилетающих): перепела, куропатки, дятлы, поползни, клесты, воробьи, вороны, синицы, снегири, кукушки, ласточки, скворцы, соловьи, жаворонки, грачи и др.
На полях и лугах обитают многочисленные отряды грызунов: мыши, хомяки, суслики, крысы, зайцы. Насекомоядные: землеройки, кроты; пресмыкающиеся: ужи, ящерицы. В реке и прудах обитают рыбы: карась, плотва, голавль, краснопёрка, окунь, лещ, карп, щука. На водоёмах живут: утки, гуси, цапли, лебеди, бобры. Многочисленны представители класса насекомых.

## Административное устройство
При образовании муниципальных образований в соответствии с Федеральным законом № 131 «Об общих принципах организации местного самоуправления в Российской Федерации» город Алексеевка вошёл в состав муниципального района «Алексеевский район и город Алексеевка», став центром и единственным населённым пунктом городского поселения «город Алексеевка».
Городское поселение было упразднено 19 апреля 2018 с преобразованием Алексеевского муниципального района в Алексеевский городской округ.
В 2024 году Алексеевский городской округ был преобразован в муниципальный округ.

## Образование
- Алексеевский агротехнический техникум[45], — расположен по адресу: ул. Победы, 119, основан 1 ноября 1907 г. как ремесленное училище. Здание было построено по проекту архитектора В. В. Величко (г. Харьков) на средства зажиточного крестьянина — владельца маслозавода А. А. Самойленко.
- Алексеевский Колледж[46][47]. Главный корпус расположен по адресу: ул. Победы, 22. Учебное заведение основано 26 мая 1958 г., когда одногодичная сельскохозяйственная школа была преобразована в сельскохозяйственный техникум. C 13.09.2013 года Алексеевский колледж экономики и информационных технологий (ранее техникум) и Алексеевский педагогический колледж (создан 1 июля 1986 года) объединены в Алексеевский колледж.
- Средняя общеобразовательная школа № 1[48] — расположена по адресу: ул. Ремесленников, 6. Основана в 1916 г., в новом здании с 1967 г. В 2016 г. проведена капитальная реконструкция здания школы.
- Средняя общеобразовательная школа № 2[49] — расположена по адресу: ул. Льва Толстого, 10, основана в 1912 г. В 1960—1970-х гг. построены пристройки к школе. В 2017-18 гг. проведена капитальная реконструкция зданий школы.
- Средняя общеобразовательная школа № 3[50] — расположена по адресу: ул. В. Собины, 10, основана в 1964 г. В 2018-19 гг. проведена капитальная реконструкция здания школы.
- Средняя общеобразовательная школа № 4[51] — расположена по адресу: Комсомольская ул., 51, основана в 1912—1914 гг, в новом здании с 1976 г.
- Основная общеобразовательная школа № 5[52] — расположена по адресу: ул. Гагарина, 14. Основана в 1958 г, в 2016 г построено новое здание-пристройка и проведена реконструкция основного здания.
- Основная общеобразовательная школа № 6[53] — расположена по адресу: ул. Чкалова, 62, основана в 1876 г.
- Средняя общеобразовательная школа № 7[54] — расположена по адресу: Слободская ул., 91, открыта 1 сентября 1994 г.
- Государственное бюджетное специальное (коррекционное) образовательное учреждение для обучающихся, воспитанников с ограниченными возможностями здоровья «Алексеевская специальная (коррекционная) общеобразовательная школа — интернат VIII вида»[55];
- Частная средняя школа «Белогорский класс»[56];
- Муниципальная бюджетная организация дополнительного образования «Школа искусств»[57] ( школа основана 29 июня 1960 года);
- Муниципальное бюджетное учреждение дополнительного образования «Детско-юношеская спортивная школа»[58];
- Муниципальное бюджетное учреждение дополнительного образования «Станция юных техников»[59] (создана в июле 1972 г.);
- Муниципальное бюджетное учреждение дополнительного образования «Станция юных натуралистов»[60] (создана в августе 1980 г.);
- Муниципальное бюджетное учреждение дополнительного образования «Дом детского творчества»[61] (является правопреемником Дома пионеров и школьников, который был открыт в 1948 году);
- Негосударственное образовательное учреждение Алексеевская СТШ ДОСААФ России[62];
- Учебный центр[63] филиала ЗАО «Управляющая компания ЭФКО» (открыт 22 июля 2003 года).

Ранее действовали филиал Воронежского экономико-правового института (ВЭПИ, до 2009) и Алексеевский филиал НИУ «БелГУ». Филиал был открыт в соответствии с приказом Министерства общего и профессионального образования Российской Федерации от 25 мая 1999 г, № 1417. Филиал прекратил деятельность согласно приказу Минобрнауки от 30.09.2016 № 1246. На сегодняшний день продолжается сотрудничество Алексеевского колледжа (в основном, по информационным технологиям) и Инновационного Центра «Бирюч» ГК ЭФКО (в основном, масложировое производство и олеохимия) с Воронежским университетом.

## Культура
Алексеевка известна своими давними культурными традициями. Здесь всегда действовало множество музыкальных, песенно-хоровых, художественных, артистических коллективов, представляющих очень широкий спектр культурной жизни.
К организациям культуры в городе относятся:
- Муниципальное автономное учреждение культуры «Центр культурного развития „Солнечный“»[64];
- Муниципальная бюджетная организация дополнительного образования «Школа искусств»[65] (школа основана 29 июня 1960 года);
- Алексеевский краеведческий музей[66] (создан в 1923 году, начало ему положил уголок краеведения, существовавший при школе для молодёжи);
- Муниципальное бюджетное учреждение культуры «Центральная библиотека Алексеевского района»[67], в составе которой:
  - Центральная районная библиотека,
  - Центральная районная детская библиотека,
  - Городская модельная библиотека № 1,
  - Городская библиотека № 2,
  - Городская детская модельная библиотека № 3,
  - Городская детская библиотека № 4,
  - Городская библиотека № 47.

В городе действуют несколько коллективов, имеющих звание «Народный»:
- Хор ветеранов при ЦКР «Солнечный» (создан в 1984 году, постоянный участник областного фестиваля художественного творчества ветеранов «Песни Победы» и областного фестиваля светских и церковных хоров и ансамблей «Пасхальная радость»);
- Вокальный ансамбль «Россияночка» (создан в 1980 году при Школе искусств, его организатором и руководителем являлся заслуженный работник культуры России Юрий Андреевич Левченко, в 1994 году ансамблю было присвоено звание «Народный самодеятельный коллектив»; ансамбль участвует в областном фестивале светских и церковных хоров и ансамблей «Пасхальная радость», в областном конкурсе исполнителей народной песни «Красно солнышко»);
- Эстрадная студия при ЦКР «Солнечный».

Особую роль в культурной жизни Алексеевки всегда играли духовые оркестры. Класс духовых инструментов был открыт в школе искусств в 1967 году директором Всеволодом Степановичем Соколовым. В это время создаётся духовой оркестр, в котором принимали участие учащиеся и преподаватели школы. Большую известность имел также духовой оркестр эфирокомбината.

### Фестивали
На территории культурно-исторического центра «Усадьба „Удеревка“ Станкевичей» проводится областной литературно-музыкальный фестиваль «Удеревский листопад».
31 августа 2019 года в Алексеевке проведён фестиваль «Подсолнечный край», — фестиваль традиций Алексеевской земли с выступлениями лучших творческих коллективов ЦКР «Солнечный» и городского округа, соседних районов и округов, многочисленными сценическими и торговыми площадками, выставками.

## Религия
Алексеевка и Алексеевский район относятся к канонической территории Алексеевского Благочиния Валуйско-Алексеевской епархии Белгородской митрополии Русской Православной Церкви Московского Патриархата.

### Храмы
В городе действуют храмы:

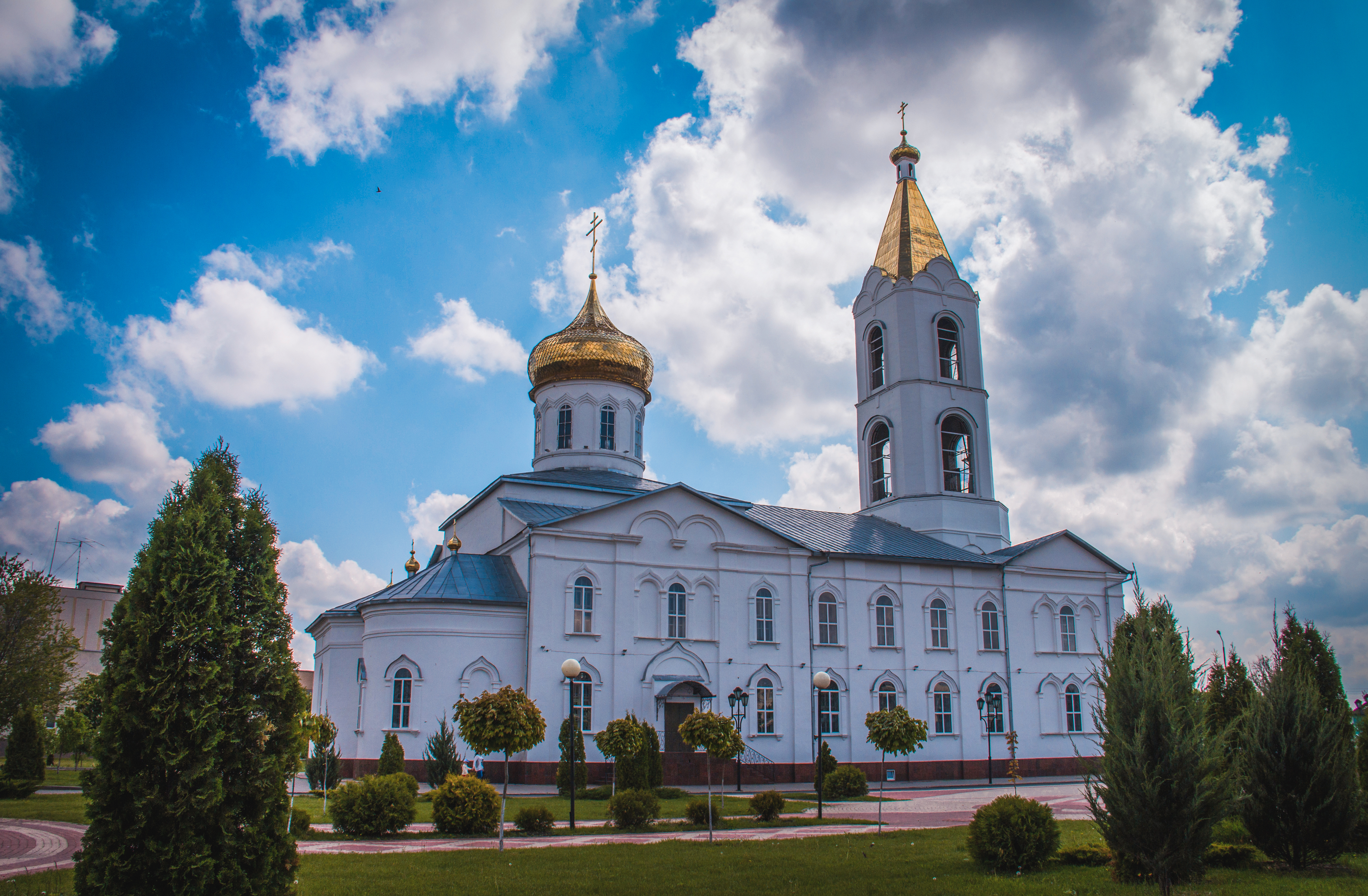
Храм Троицы Живоначальной в Алексеевке

- Свято-Троицкий кафедральный собор (Храм Святой Живоначальной Троицы), — самое старое каменное здание, построен в 1808 году на месте ранее основанной в 1721 г деревянной Никольской церкви, во имя святителя и чудотворца Николая, архиепископа Мирликийского. Приделы: на правой стороне — святителя Николая, на левой — св. праведных Симеона Богоприимца и Анны Пророчицы. 26 ноября 2006 года после восстановления состоялось освящение храма архиепископом Белгородским и Старооскольским Иоанном. Храм расположен на Никольской площади в центральной части города.
- Храм Святого Благоверного князя Александра Невского, построен в 1888 году в память Императора Александра II (Царя — Освободителя). Освящён 24 мая 1888 года Преосвященнейшим Вениамином, Епископом Воронежским и Задонским. Расположен в северной части города у пересечения ул. Маслоделов (Дымкивка) и пер. Острогожский.
- Храм Святителя Димитрия Чудотворца Ростовского, построен в 1813 году. Придел в честь Казанской иконы Божией Матери. Храм расположен в микрорайоне Дмитриевка.
- Храм Великомученика Георгия Победоносца в ИК № 4 УФСИН России по Белгородской области. 9 января 2000 г чин освящения храма был совершен Архиепископом Белгородским и Старооскольским Иоанном.

Утраченные храмы:
- Крестовоздвиженский Храм, — построен в 1812—1820 гг. по проекту архитектора Карла Ивановича Бланка в центре поселения, рядом с местом, где ранее была деревянная Крестовоздвиженская церковь (рядом же была ранее в конце XVII-го века построена самая первая Алексеевская церковь). Каменный пятикупольный храм с каменной колокольней (высотой до 40 сажен, три малых и три больших колокола весом 1 тысяча, 600 и 220 пудов). Имел три престола: главный — в честь Воздвижения честного креста, на правой стороне главного алтаря — во имя Св. Алексия и на левой стороне — Св. Великомученицы Варвары (придел в ранее бывшей церкви был устроен в 1743 г.). Воздвижение Храма было задумано при графе Николае Петровиче Шереметеве, выделившего средства на строительство. Строительство Храма было заложено в 1812 (строительство по проекту было благословлено Преосвящ. Антонием, Епископом Воронежским и Черкасским 27 мая 1812) и завершено в октябре 1820 г при графе Дмитрии Николаевиче Шереметеве на средства помещика и прихожан. Освящён 24 октября 1820 г Преосвящ. Епифанием, Епископом Воронежским и Черкасским. По свидетельствам очевидцев и письменных источников красотою и изяществом Крестовоздвиженский Храм равнялся с соборными храмами губернских городов. Интерьер был расписан воронежскими живописцами. В 1879 году роспись храма обновили московские художники Малышев и Кондратьев. В ограде Храма в 1883 г. устроена каменная часовня. Здание Храма сильно пострадало во время Великой Отечественной войны и было разрушено в 1954, на его месте теперь сквер-аллея с Вечным огнём между спортивным центром «Олимп», гастрономом «Центральный» и зданием администрации.
- Храм Успения пресвятой Богородицы, — каменная церковь, построена в 1827 на Николаевке (Новосёловке) на месте деревянной церкви (построенной в 1791 г и освящённой в 1792 г Преосвящ. Иннокентием, Епископом Воронежским и Черкасским). Новопостроенное здание было освящено Преосвящ. Антонием, Епископом Воронежским и Черкасским 30 октября 1827 года. Церковь имела два купола — большой (около 5 саженей) и маленький на трапезе. Общая высота церкви 16 саженей, колокольни — 18 саженей (шесть колоколов, отлитых на воронежском заводе Самофаловых). Была обнесена оградой (железные решётки и каменные столбы). Придел во имя апостола и евангелиста Иоанна Богослова сооружён и освящён в 1855 году. Здание разрушено в 1950-е годы, на его месте теперь находится школа № 6.

### Сооружения
- Купель Великомученика Пантелеимона-Целителя. Расположена на берегу Тихой Сосны на северо-восточной окраине города у дороги в село Колтуновка. Освящена настоятелем Свято-Троицкого храма отцом Алексеем 9 августа в честь Св. Великомученика и целителя Пантелеимона. По сложившейся традиции каждое лето в день праздника Святого великомученика совершается крестный ход прихожан от Свято — Троицкого храма во главе с настоятелем.

## Экономика

### Промышленность
Основой современной экономической базы города и района являются 65 предприятий обрабатывающего производства, где по состоянию на конец 2017 года занято 6300 человек. В основном, — это предприятия пищевой промышленности с оборотом 68,9 млрд рублей в год. За период с 2013 по 2017 год наблюдается положительная тенденция роста объёмных показателей промышленных предприятий..
К крупным предприятиям относятся:
- Завод по производству подсолнечных рафинированных и нерафинированных масел и майонезов и завод по производству специализированных жиров и маргаринов компании ЭФКО[74]. Является крупнейшим градообразующим предприятием и работодателем района. Продукция под брендом «Слобода» известна далеко за пределами области, в том числе экспортируется в другие страны, лауреат конкурса «100 лучших товаров России», 2018 г.[75]. В прошлом, — завод по переработке эфирных масел, прежде всего аниса и кориандра («ганусовый завод»), основанный в 1897 г рижским купцом Габеркорном. Завод считался крупным и упоминался в губернских и общероссийских сборниках статистических данных (1912). Указом Президиума Верховного Совета СССР от 14 августа 1972 года за достигнутые успехи в развитии производства, разработку и внедрение передовой техники и технологии эфирокомбинат награждён орденом «Знак Почёта».
- ОАО «Алексеевка Химмаш»[76]. Некогда крупнейшее градообразующее предприятие, одно из двух такого типа в СССР. Построен по инициативе А. П. Кириленко. Первая очередь завода введена в эксплуатацию в 1974 г.
- ЗАО «Алексеевский молочно-консервный комбинат» — введён в эксплуатацию 28 декабря 1960 г. Широко известная продукция комбината — сгущённое молоко «Алексеевское» — лауреат конкурса «100 лучших товаров России», 2018 г.[77]
- ЗАО «Сахарный комбинат „Алексеевский“» (прекратил свою деятельность в 2018 году).
- ЗАО «Хлебозавод» (входит в Агропромышленную корпорацию «Стойленская Нива»).
- ОАО «Завод котельного оборудования»[78].
- ЗАО «Алексеевский комбикормовый завод» (построен в 2013 году, входит в Группу компаний «АПК ДОН»).
- ОАО «Алексеевский Мясоптицекомбинат»(закрыт 2010 г.)

К планируемым инвестиционным проектам относится создание промышленного парка на базе ОАО «Алексеевка — ХИММАШ».

### Транспорт
Город связан с региональными населёнными пунктами автомобильным и железнодорожным транспортом.
Через Алексеевку проходит железнодорожная линия Валуйки — Лиски Юго-Восточной железной дороги. Станция Алексеевка открыта в декабре 1895 г при строительстве железнодорожной линии «Харьков — Балашов» ЮВЖД. Пригородные пассажирские перевозки осуществляются электропоездами по маршрутам «Алексеевка — Лиски — Алексеевка» и «Алексеевка — Валуйки — Алексеевка». Время поездки по обоим маршрутам примерно 2 часа (в одном направлении), маршруты 2 раза в день(плюс обратно). Количество проходящих поездов дальнего следования после событий 2014 года на Украине значительно сокращено, а с 2022 года сообщение с Украиной прекращено. В 1980-х действовал прицепной купейный вагон сообщением «Алексеевка — Москва (Павелецкий вокзал) — Алексеевка».
По южной окраине города проходит автомобильная дорога общего пользования регионального значения «Белгород — Павловск». Учётный номер (код дороги) 14К-1 (прежний учётный номер Р-185). Автомобильная дорога I—III категории с асфальтобетонным покрытием, выходит на федеральные трассы М2 «Крым» и М4 «Дон», в 2017 реконструирована и расширена.
С юго-запада на север через город проходит автомобильная дорога общего пользования регионального значения «Валуйки — Алексеевка — Красное (Никитовка — Алексеевка — Красное)». Учётный номер (код дороги) 14К-10. Автомобильная дорога III—IV категории с асфальтобетонным покрытием. В 2018 году построена объездная автодорога «Иловка — Ильинка» для уменьшения транзитных потоков через город.
Автобусные маршруты обеспечивают междугородние пассажирские перевозки в города: Белгород, Воронеж, Старый Оскол, Россошь, Валуйки, Вейделевка. В Белгород и Воронеж автобус отправляется несколько раз в день, несколько раз в день в Ильинку, Иловку (в том числе транзит в Белгород и Воронеж), два раза в день отправляется электропоезд по направлениям Валуйки и Лиски (плюс обратно), проходит международный поезд дальнего следования «Киев-Баку» и обратный, транзит Белгород — Луганск и обратно, Белгород — Краснодар и т. д.

Расстояние от Алексеевки до ближайших городов и посёлков (по автодорогам):

Пригородные автобусные маршруты обеспечивают пассажирские перевозки в населённые пункты Алексеевского района: Алексеенково, Афанасьевка, Батлуки, Бубликово, Иловка, Ильинка, Колтуновка, Луценково, Подсереднее, Сероштаново, Советское, Студёный Колодец, Тютюниково.
Действует городской транспорт: автобусные маршруты от автостанции (район ж.-д. вокзала) в микрорайоны города:
- № 1 — Железнодорожный вокзал — микрорайон Пески;
- № 2 — Железнодорожный вокзал — микрорайон Гончаровка (через микрорайон Северный);
- № 3 — Железнодорожный вокзал — микрорайон Красный Хуторок;
- № 4 — Железнодорожный вокзал — микрорайон Дмитриевка;
- № 5 — Железнодорожный вокзал — 81-й км. (через Центр);
- № 6 — Железнодорожный вокзал — 81-й км. (через РЭП);
- № 7 — Железнодорожный вокзал — Поликлиника — микрорайон Лебяжье (через Ольминский пос.).

Все городские маршруты проходят через вокзал и многие через центр города (остановка БГУ).
Работает несколько коммерческих служб такси.
К югу от города находится аэродром «Алексеевка (Слобода)», — бывшая площадка авиационно-химических работ. Взлётно-посадочная полоса ИВПП 08/26, в настоящее время не используется.
Планируется создание транспортного логистического узла и аэродрома малой авиации (вертолётного), санитарная авиация (в дневное время). С северо-запада пройдёт трасса скоростного железнодорожного движения Москва-Юг (участок Прохоровка — Журавка).

## Медицина и здравоохранение
Медицинскую помощь населению района оказывают:
- областное государственное бюджетное учреждение здравоохранения «Алексеевская центральная районная больница»[80].
- ООО «Лечебно-диагностический центр»[81]. Основан 10 января 1992 года.

## СМИ и связь
Радио
- 71,78 (Молчит) Радио России / ГТРК Белгород
- 87,9 Европа Плюс
- 88,4 Новое Радио
- 88,9 Казак FM
- 93,0 (ПЛАН) Авторадио
- 93,6 (ПЛАН) Радио Z-FM
- 94,2 (ПЛАН) Радио Ваня
- 100,6 Радио ENERGY
- 101,0 Дорожное радио
- 101,7 Маруся FM
- 103,5 Радио Мира Белогорья
- 103,9 Радио Шансон

Телевидение
Цифра
- 23 Второй мультиплекс цифрового телевидения России (из г. Бирюч и п. Шкуропатов)
- 50 Первый мультиплекс цифрового телевидения России (из г. Бирюч и п. Шкуропатов)

Аналог
- 28 Мир Белогорья (PAL, D/K, mono)

Кабельное ТВ: Ростелеком, JustLan (DVB-C + аналоговое 20 каналов) и Алексеевка Телеком (аналоговое, PAL D/K)

### Газеты
- «Заря» — общественно-политическая газета Алексеевского и Красненского районов Белгородской области, издаётся с 1920 г. Является преемницей уездной газеты «Искра коммунизма»(1920—1921), «Страда» (1922), «Шлях комуни» (на украинском языке, 1928—1932), «Алексеевская коммуна» (1933—1952), «Путь к коммунизму» (1953—1962).
- «СВ-Инфо» — газета бесплатных объявлений.

### Электронные СМИ
- alekseevka.info[82]
- alex31.ru[83]
- gazeta-zarya31.ru[84]
- alex-zarya.ru[85]

### Сотовые операторы
- МТС
- Билайн
- Мегафон
- Tele2
- Yota

Доступно покрытие 2G, 3G, 4G.

### Провайдеры Интернета
- Ростелеком
- JustLan
- Интерсити

Технологии WIMAX WiFi (беспроводные), xDSL (ADSL) (широкополосный доступ через телефонную линию) и FTTx (FTTb) (оптоволокно, в том числе по витой паре). Также есть xPON.

### Кинематограф
В 2018 открыт кинотеатр «Спутник-Алексеевка», с технологией объёмного звука Dolby Atmos® 3D, — расположен в ЦКР «Солнечный» по адресу: Никольская пл., 5.

## Достопримечательности

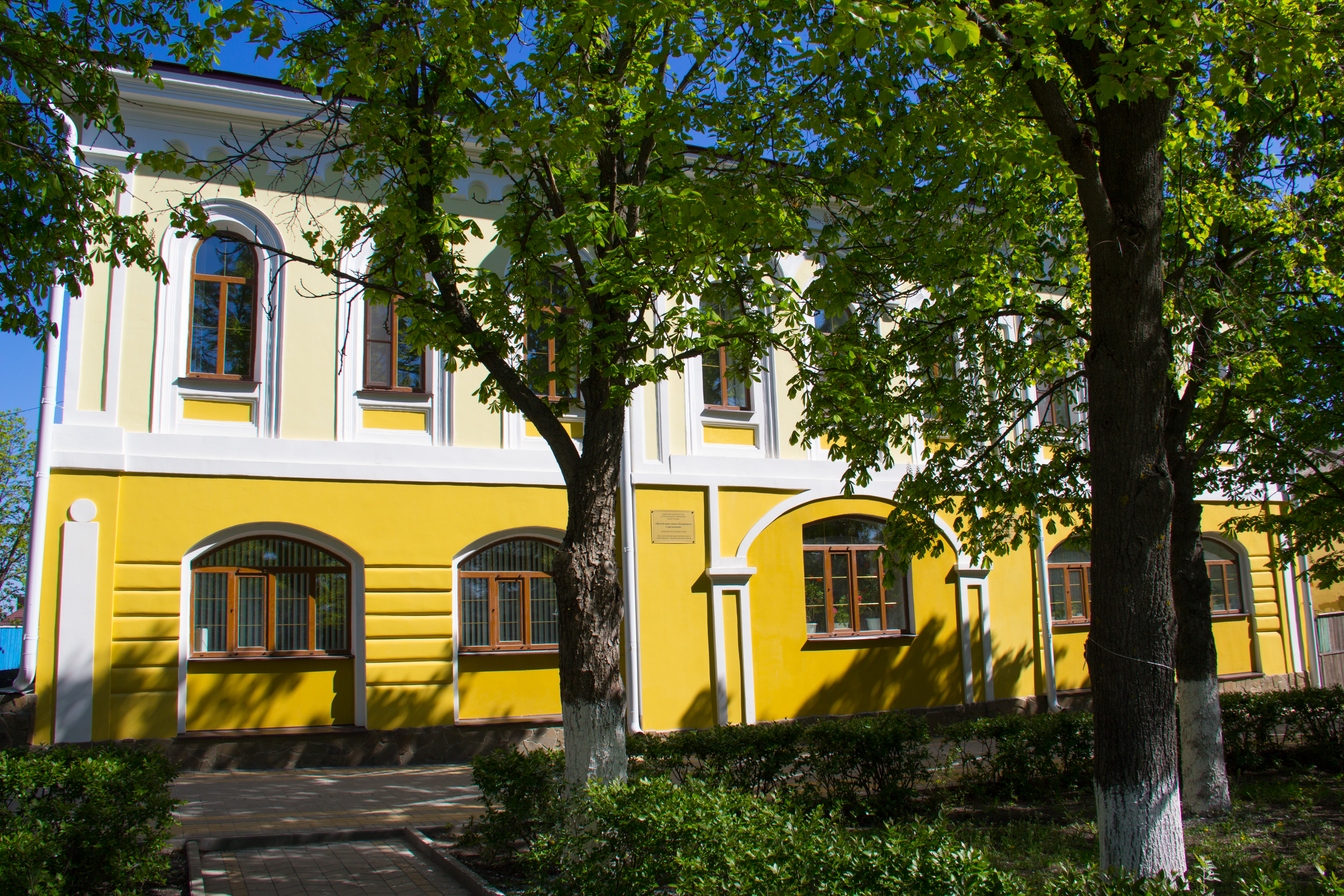
Дом семьи Бокаревых с магазином, построен в 1890 году.

### Памятники архитектуры
- Дом семьи Бокаревых с магазином, построен в 1890 году, расположен по адресу: ул. Гагарина, 1.
- Трактир торговца Крикловенского, построен в 1880—1891 годах, расположен по адресу: Мостовая ул., 81. В 60-80-х годах XX в. в здании располагался известнейший магазин «Чайка».
- Дом владельца маслобойного завода Ковалёва, построен в 1890 году, расположен по адресу: Мостовая ул., 88.
- Дом Ковшова (в здании находился «круглый» трактир), построен в 1880 году, расположен по адресу: ул. Гагарина, 2.
- Дом крупного торговца Мирошникова, построен в 1865 году, расположен по адресу: Никольская ул., 6.
- Дом крупного лесоторговца Санжерова, построен в 1890 году, расположен по адресу: ул. Гагарина, 16.
- Купеческий клуб, построен в 1895 году, расположен по адресу: Мостовая ул., 87.
- Купеческий особняк братьев Любивых, построен в 1895 году, расположен по адресу: ул. Некрасова, 44.
- Дом купца Шапошникова, построен в 1900 году, расположен по адресу: ул. Гагарина, 17.
- Дом Розума — принадлежал владельцу аптеки А. И. Розуму. Расположен по адресу: Слободская ул., 8.
- Дом Ткачёвых — одноэтажный каменный дом построен в 1898 году предпринимателем, владельцем кирпичного завода и подрядчиком по строительству каменных зданий Яковом Максимовичем Ткачёвым. Расположен по адресу: Республиканская ул., 234.

### Памятники и мемориалы
- Памятник Даниилу Семёновичу Бокареву — первооткрывателю способа производства подсолнечного масла. Расположен в центре города, в парке по ул. Победы, установлен 21 августа 2005 г, скульптор — А. А. Шишков (Белгород).
- Бюст дважды Героя Социалистического труда Андрея Павловича Кириленко. Расположен у перекрёстка ул. Гагарина и Мостовой ул., установлен 22 сентября 1977 г, скульптор — Л. Е. Кербель.
- Бюст Героя Советского Союза Николая Афанасьевича Рубана. Расположен перед зданием Агротехникума по ул. Победы, установлен 29 октября 1970 г, скульптор — В. Ю. Нэц (Харьков).
- Бюст Героя Советского Союза Василия Васильевича Собины. Расположен перед зданием средней школы № 3 по ул. В. Собины, установлен в 1968 г.
- Бюст Героя Советского Союза Матвея Кузьмича Шапошникова. Расположен перед зданием средней школы № 1 по ул. Ремесленников, установлен в сентябре 2006 г.
- Памятник Владимиру Ильичу Ленину. Расположен на пл. Победы, установлен 25 октября 1968 г, скульптор — А. И. Страхов.
- Мемориал на Никольской площади. Здесь похоронены воины Первой конной Армии, погибшие в период Гражданской войны 1918—1923 гг., а также расположена братская могила 274 советских воинов, погибших в годы Великой Отечественной войны, могила Героя Советского Союза В. Собины, захоронения нескольких советских руководителей района.в 2020 году здесь также открыт памятник сыну полка, погибшему от взрыва в уже освобождённой Алексеевке.
- Мемориал Солдатской славы землякам-Алексеевцам, погибшим в годы Великой Отечественной войны 1941—1945 гг. Расположен на набережной Тихой Сосны, открыт 9 мая 1993 г.
- Памятник неизвестному солдату в сквере по ул. Гагарина, установлен в 1963 г.
- Памятник погибшим воинам. Расположен у здания школы № 6, установлен в 1974 г.
- Памятник не вернувшимся с войны рабочим и служащим Эфирокомбината. Расположен в сквере у перекрёстка ул. Фрунзе и Мостовой ул., установлен в 1964 г.
- Памятник-мемориал советским воинам, скончавшимся от тяжёлых ран в эвакуационном госпитале в 1943 г. Расположен по адресу: г. Алексеевка, микрорайон Красный хуторок (кладбище). Сооружён в 1989 г.
- Памятник советским воинам, погибшим в боях с фашистскими захватчиками в 1943 году. Расположен по адресу: г. Алексеевка, городское кладбище № 3 (Николаевское).
- Братская могила 542-х советских воинов, погибших в боях с фашистскими захватчиками. Расположена на городском кладбище № 1 (Гончаровское).
- Братская могила 42-х советских воинов, погибших в боях с фашистскими захватчиками. Расположена на городском кладбище № 2 (Дмитровское).
- Памятная стела «300 лет Алексеевке». Расположена в сквере у пересечения ул. Мостовая и ул. В. Собины, установлена в 1985 году.
- Памятник ликвидаторам аварии на Чернобыльской АЭС. Расположен на Никольской площади. Установлен 25 апреля 1998 г. по проекту архитектора Н. И. Шилова.
- Бюст воина-интернационалиста П. Ющенко. Установлен 8 сентября 2010 года на территории школы № 4.
- Мемориал Воинам-Землякам, участникам локальных войн и вооружённых конфликтов. Расположен в центральной части г. Алексеевки на набережной у входа в городской парк культуры и отдыха.

### Памятные места и особо охраняемые природные территории регионального значения
- Белая гора и Лысая гора — меловые холмы в северо-западной окрестности города. Выходы карбонатных пород с произрастающей на них кальцефитной степью. Встречаются редкие виды кальцефильных растений Красной книги РФ (левкой душистый, дубровник беловойлочный, ивнянка меловая и др.). Часть территории занимает Ботанический заказник Меловая гора. Расположен на въезде в город со стороны Опытной станции и занимает склон меловых обнажений. Общая площадь — 10 га. 50°38,55′ с. ш. 38°40,25′ в. д.HGЯO
- Родник «Мазневская криница». Расположен в пойме реки Тихая Сосна западнее с. Колтуновка. Общая площадь — 0,7 га. 50°39,15′ с. ш. 38°45,62′ в. д.HGЯO
- Участок крымской сосны в г. Алексеевка. Расположен по ул. Победы (бывш. ул. Ленина). Культурные насаждения крымской сосны, — памятник природы, расположенный в центре города. Общая площадь — 0,3 га.
- Ботанический заказник — Эталонное насаждение (генетический резерват) дуба черешчатого в кварталах № 61,62 целостного массива лесного фонда ОКУ «Алексеевское лесничество». Расположен в районе урочища Кордон Казённый (Городищенское лесничество). Известен также как Корабельная дубрава, — старовозрастные насаждения дуба черешчатого возрастом более 100 лет. Общая площадь — 127,0 га. 50°41,75′ с. ш. 38°43,55′ в. д.HGЯO
- Гидрологический заказник Озеро «Лебяжье». Расположено с южной стороны городского поселения возле автодороги Алексеевка — Валуйки. Общая площадь — 1 га. 50°35,77′ с. ш. 38°39,15′ в. д.HGЯO

## Известные люди города Алексеевка, Белгородской области
Бокарев, Даниил Семёнович (около 1789 г. — ?) — первооткрыватель способа получения подсолнечного масла.
 Кириленко, Андрей Павлович (1906—1990) — советский партийный деятель, дважды Герой Социалистического Труда, член Политбюро ЦК КПСС, секретарь ЦК КПСС.
Никитенко, Александр Васильевич (1804—1877) — историк литературы, цензор, профессор Санкт-Петербургского университета, действительный член Академии наук.
Станкевич, Николай Владимирович (1813—1840) — общественный деятель, философ, поэт.
Савинов, Иоанникий (?—1855)— иеромонах, участник обороны Севастополя (1854—1855) (Крымская война).
Усатов, Дмитрий Андреевич (1847—1913)— русский оперный певец (тенор), артист Большого театра, педагог, первый учитель Ф. И. Шаляпина.
Архиепископ Митрофа́н (в миру Дмитрий Иванович Краснопольский) (1869—1919) — епископ Русской Православной Церкви, архиепископ Астраханский и Царёвский.
Ольминский, Михаил Степанович (1863—1933) — деятель революционного (народовольческого и большевистского) движения в России, публицист, историк, литературный критик, литературовед и историк литературы. Дом-музей М. С. Ольминского находится в с. Подсереднее Алексеевского района.
Ткачёв, Тихон Яковлевич (1885—1970) — советский врач, общественный деятель, профессор (1924), доктор медицинских наук (1935), Государственный санитарный инспектор Наркомздрава СССР — Заместитель Наркома здравоохранения СССР (1939—1941).
Игумен Евтихий (в миру Евфимий Викторович Качур) (1891—1937) — игумен, преподобномученик.
Курбатов, Иван Дионисьевич (1894—1986) — химик, выпускник МВТУ (1920), доцент МГУ (1926—1930), стажировался в институте кайзера Вильгельма (Германия, 1930—1932), научный сотрудник (1932—1939), профессор (1943) Университета штата Огайо, работа « Периодическая классификация стабильных ядер» получила мировое признание в радиохимии.
 Кривошеин, Семён Моисеевич (1899—1978) — советский военачальник, генерал-лейтенант танковых войск, Герой Советского Союза (1945), почётный гражданин Алексеевского района и г. Алексеевки (1975).
Миргородский, Степан Степанович (1906—1993) — основатель и впоследствии директор Алексеевского краеведческого музея.
 Шапошников, Матвей Кузьмич (1906—1994) — советский военачальник, генерал-лейтенант, Герой Советского Союза (1944).
 Головачёв, Александр Алексеевич (1909—1945) — командир 23-й гвардейской мотострелковой бригады 7-го гвардейского танкового корпуса 3-й гвардейской танковой армии, дважды Герой Советского Союза, гвардии полковник.
 Кришталь, Арсентий Елисеевич (1913—1977) — танкист, старшина РККА, Герой Советского Союза (1943), отличившийся при освобождении Алексеевки и района в ходе Острогожско-Россошанской операции, почётный гражданин Алексеевского района и г. Алексеевки (1973).
Скоробогатько, Анна Ивановна (1920—1942) — Родилась и окончила школу № 1 в Алексеевке. Добровольно вступила в Воронежский истребительный батальон. 17 сентября 1942 года была смертельно ранена во время сражений на Чижовском плацдарме. В 1943 году была посмертно награждена орденом Красной Звезды. Именем А. Скоробогатько названа улица в г. Алексеевке и переулок в Советском районе г. Воронежа.
 Пьянков, Николай Алексеевич (1922—1999) — участник Великой Отечественной войны, майор, Герой Советского Союза (1945).
 Рубан, Николай Афанасьевич (1923—1944) — танкист, Гвардии старший лейтенант РККА, Герой Советского Союза (1945, посмертно).
 Собина, Василий Васильевич (1923—1944) — военный лётчик, лейтенант РККА, Герой Советского Союза (1944, посмертно).
Синёв, Борис Васильевич (1913—2001) — учитель, директор школы № 1 (1959—1973), участник Великой Отечественной войны, подполковник, прошёл боевой путь от командира взвода отдельного артдивизиона до начальника штаба артбригады, награждён орденами и медалями, 18 раз становился чемпионом Алексеевки по шахматам, 5 раз — чемпионом области.
Гуржиев, Михаил Иванович (1916—1998) — заслуженный учитель школы РСФСР (1962), отличник народного просвещения (1953), директор школы № 2 (1955—1961), участник Великой Отечественной войны, награждён орденами и медалями.
Мысаков, Михаил Владимирович (1913—2004) — учитель, директор Ильинской средней школы (1967—1980), участник Великой Отечественной войны, награждён орденами и медалями, участник первого парада Победы 24 июня 1945 года на Красной площади в Москве, председатель Алексеевского районного совета ветеранов войны, труда, Вооружённых сил и правоохранительных органов, почётный гражданин Белгородской области (1997).
Фролов, Валерий Митрофанович (1950—2012) — советский и украинский медик, специалист в области клинической иммунологии. Доктор медицинских наук, профессор (1988); Заслуженный деятель науки и техники Украины (2008).
 Бурцев, Владимир Васильевич (1957—2000) — полковник милиции, Герой Российской Федерации (1997).
Ющенко, Павел Григорьевич (1968—1988) — Воин-афганец, родился на хуторе Батлуков Алексеевского района. Погиб в республике Афганистан. Награждён орденом Красной Звезды (1988, посмертно). Именем П. Ющенко названа улица в г. Алексеевке.

### Прочее
Кокорин, Александр Александрович (р. 1991) и Мамаев, Павел Константинович (р. 1988) — российские футболисты, осуждённые по делу о хулиганстве. Отбывали наказание в колонии в Алексеевке.
Ефремов, Михаил Олегович (р. 1963) — советский и российский актёр театра и кино, осуждённый по делу о ДТП со смертельным исходом на Садовом кольце. С 6 ноября 2020 г. отбывает наказание в колонии в Алексеевке.

## Спорт

### Спортивные объекты
- Спортивный парк «Алексеевский»[86], — расположен по адресу: Спортивная ул., 54 (микрорайон «Невский»), в составе которого:
  - Ледовый дворец «Невский» — расположен по адресу: Спортивная ул., 54 (микрорайон «Невский», спортивный парк «Алексеевский»), открыт 23 декабря 2010 г.
  - Дворец спорта «Юность» — расположен по адресу: Спортивная ул., 54, (микрорайон «Невский», спортивный парк «Алексеевский»), открыт в сентябре 2011 г.
  - Водный комплекс «Волна» — расположен по адресу: Мостовая ул., 35, открыт в феврале 2012 г.
- Алексеевская ДЮСШ
- Стадион «Центральный»
- Спорткомплекс «Южный»
- Спорткомплекс АФ БелГУ «Звёздный» — расположен по адресу: пл. Победы, 73.
- Спорткомплекс «Олимп»[87] — расположен по адресу: пл. Победы, 19.

### Спортивные команды/клубы
- ФК «Слобода» — участвует в чемпионате Белгородской области по футболу. Команда основана в 1964 г, — «Урожай», далее «Эфирщик» (1970—1992), ЭФК «Ритм» (1993), «Ритм» (1994—1995), «Пищевик» (1998—2003), с 2004 г. — «Слобода».

Достижения:
- - : Чемпион Белгородской области по футболу: 2015, 2016, 2017
  - : Обладатель Кубка Белгородской области по футболу: 1992, 2007, 2016
  - : Обладатель Суперкубка Белгородской области по футболу: 2016, 2018[88], 2019
  -  Серебряный призёр группы «В» зоны «Центр» Первенства России: 1994
  - : Серебряный призёр чемпионата Белгородской области по футболу: 2006, 2012, 2013, 2018
  - : Финалист Кубка Белгородской области по футболу: 1964, 1970, 1993, 2006, 2008, 2011, 2013, 2014, 2015
  - : Финалист Суперкубка Белгородской области: 2017[89]
  -  Бронзовый призёр чемпионата Белгородской области по футболу: 1993, 1998, 2002, 2004, 2007, 2008, 2009, 2010, 2014
  -  Бронзовый призёр Кубка чемпионов Черноземья: 2005
- Алексеевский хоккейный клуб «Невский».
- Шахматно-шашечный клуб им. Б. В. Синёва. Расположен в здании водного комплекса «Волна» по адресу: Мостовая ул., 35.

В городе сильны спортивные, особенно шахматные и футбольные традиции. С открытием ледового дворца Невский в рамках спортивного парка у местных ребят появились новые возможности для спортивных достижений. В спортивном парке есть возможность играть в хоккей, заниматься фигурным катанием, тренироваться на BMX велосипедах, а также заниматься скейтбордингом, паркуром. Имеются теннисные корты, площадки для волейбола. Проводятся соревнования по автомодельному, авиамодельному и судомодельному спорту. В прежние времена также был картинг. На трассе, проложенной на меловых холмах в северной части города, проводятся соревнования по мотокроссу. Также ежегодно проводятся состязания (легкоатлетический кросс) на призы газеты «Заря». Нельзя не упомянуть спортсменов-тяжелоатлетов, специализирующихся на силовом троеборье и начавших приносить награды. Местные боксёры и легкоатлеты также являются гордостью города.

## Гостиницы
- «Красный Подсолнух». Новый арт-отель, созданный по европейским стандартам[90] — расположен по адресу: ул. В. Собины, 16.
- «Тихая Сосна». Расположена в самом центре города[91] по адресу: ул. Гагарина, 8 (у перекрёстка ул. Гагарина и Мостовой ул.).
- «Северная пальмира». Расположена по адресу: Острогожский пер., 25 в северной части города.
- «Жильё Люкс». Расположен по адресу: ул. Лермонтова, 105 (у перекрёстка с ул. Лермонтова и ул. Кривошеина).
- «Постоялый двор». Расположен по адресу: Мостовая ул., 32 (у перекрёстка с ул. Фрунзе).
- «Пилигрим». Расположен по адресу: Молодёжная ул., 110 в южной части города.
- Гостевой Дом «Любава» — расположен по адресу: ул. Некрасова, 106 (у перекрёстка ул. Некрасова и ул. Степана Разина).

## Парки и отдых
- Парк на набережной Тихой Сосны в районе пл. Победы (бывший Горсад). В 1993 году парк был расширен, — построена набережная (в сторону Центрального моста) и Мемориал Солдатской славы землякам-Алексеевцам, погибшим в годы Великой Отечественной войны 1941—1945 гг.
- Парк по ул. Гагарина. Парковая зона была создана в ходе работ по благоустройству в центре города в 1977 г. В 2018 году проведено обновление парковой зоны и фонтана в районе перекрёстка.
- Парк культуры и отдыха им. 40-летия ВЛКСМ — расположен в центральной части города на правом берегу Тихой Сосны. С момента основания, на протяжении многих лет Алексеевский парк культуры и отдыха является любимым местом отдыха для жителей и гостей города. История парка началась в 1958 году, когда на правом берегу реки Тихая Сосна алексеевские комсомольцы заложили парк имени ВЛКСМ. В 1981 году здесь начались работы по благоустройству. Усилиями горожан зелёный массив площадью 15 гектаров был превращён в благоухающий оазис. В торжественной обстановке 22 августа 1982 года состоялось его открытие.
- Спортивный парк «Алексеевский»[86] — расположен в новом микрорайоне «Невский» в северной части города. Идея создания спортивного парка была поддержана Президентом России Дмитрием Медведевым 13 июля 2010 года в ходе проведения заседания Государственного совета Российской Федерации в Белгородской области. 23 декабря 2010 года состоялось открытие Ледового дворца «Невский», в сентябре 2011 года — открытие Дворца спорта «Юность» и лыжероллерной трассы.
- Многофункциональная зона отдыха в микрорайоне девятиэтажных домов по Республиканской улице. В 2018 году проложена вело-пешеходная дорожка вдоль реки Тихой Сосны к центру города, к парку на набережной р. Тихой Сосны в районе пл. Победы (Центральный парк культуры и отдыха им. 40-летия ВЛКСМ), в 2019 дорожка набережной продолжена от центрального городского пляжа до мкр. Красный Хуторок, пересекая оба дмитровских моста (общей длиной около 4 км благоустроенной набережной). В 2020 году на набережной создан музей партизанского быта под открытым небом «Партизанская деревня». В 2020—2021 годах продолжилось строительство набережной на противоположном берегу.

## Туризм
Для развития внутреннего туризма на территории района разработано 6 туристских маршрутов, а также функционируют рекреационные зоны отдыха: «Рыбацкий хуторок», «Пруд в х. Сероштанов», Усадьба «Удеровка» Станкевичей, «Придонье», где жители и гости города и района могут получить уникальные возможности отдохнуть от повседневной суеты, насладиться свежим воздухом и получить заряд положительной энергии от пребывания в естественных природных ландшафтах Белогорья в сочетании с современными комфортными бытовыми удобствами для полноценного отдыха.
Для гостей организованы несколько туристских маршрутов с посещением краеведческого музея, ледового дворца «Невский», музея Станкевича, а также по пищевым предприятиям «Алексеевка вкусная» (ЭФКО и молочноконсервный комбинат). Ежегодно организуются конкурсы и фестивали, в том числе Удеревский листопад (в с. Мухоудеровка) с поэзией, песнями, в Иловке, Подсереднем, Афанасьевке — песенные с народными ансамблями и древними сельскими предметами быта и сохранением (в том числе песенных) традиций.